# 的黎波里區

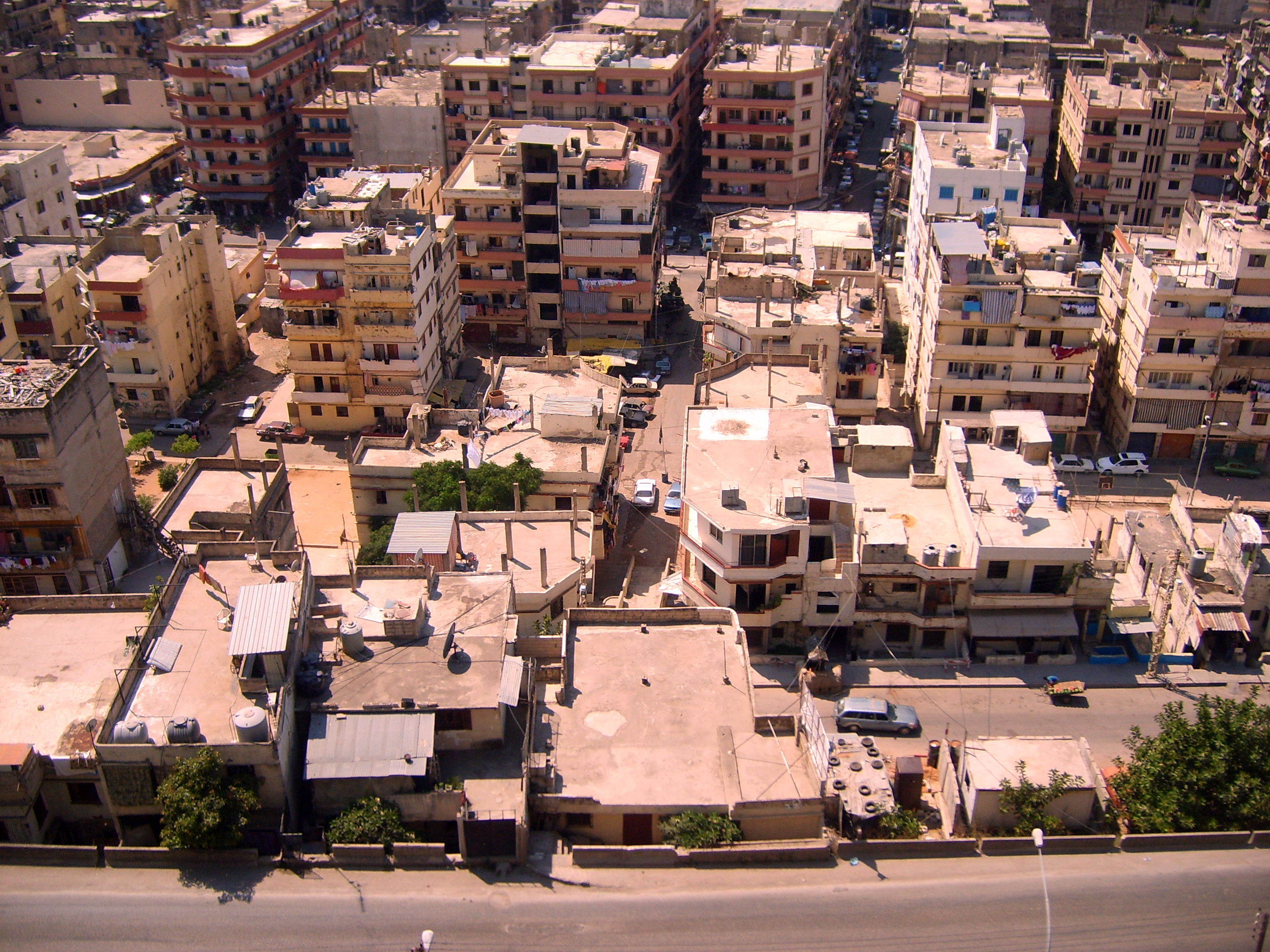

的黎波里區（阿拉伯语：‎），是黎巴嫩北部省的區份，位於該國西北部，首府設於的黎波里，面積27平方公里，1996年人口227,857，人口密度每平方公里8,346人。